# فيريسيجوات
فيريسيجوات(Vericiguat)، الذي يُباع تحت الإسم التجاري فيركوفو(Verquvo )، هو دواء يستخدم لعلاج قصور القلب بعد تفاقمهلتقليل خطر الوفاة المرتبطة بالقلب و الاستشفاء.   يتم استخدامه فقط للأشخاص الذين لديهم نسبة قذف الكسرية أقل من 45٪.  و يؤخذ عن طريق الفم. 
و تشمل الآثار الجانبية الشائعة على؛ انخفاض ضغط الدم و انخفاض خلايا الدم الحمراء.  أما استخدامه في فترة الحمل قد يلحق الضرر بالجنين.  و هو منشط إنزيم جوانيلات سيكلاز (sGC) القابل للذوبان، و لا ينبغي استخدامه مطلقا مع أدوية أخرى في هذه الفئة.  
تمت الموافقة على استخدامه طبيًا في الولايات المتحدة و أوروبا في عام 2021.   في الولايات المتحدة تبلغ التكلفة حوالي 615 دولارًا أمريكيًا شهريًا اعتبارًا من عام 2022.  هذا المقدار في المملكة المتحدة يكلف هيئة الخدمات الصحية الوطنية حوالي 100 جنيه إسترليني. 